# تقرتپه
تَقَرتَپّه، روستایی است از توابع بخش بهاران شهرستان گرگان در استان گلستان ایران.

## جمعیت
این روستا در دهستان قرق قرار داشته و براساس سرشماری سال ۱۳۹۵جمعیت آن ۱۰۰۹ نفر (۳۰۰خانوار) بوده‌است.